# 在監者喫煙権訴訟
在監者喫煙権訴訟（ざいかんしゃきつえんしゃそしょう）とは在監者の喫煙を禁止した監獄法施行規則第96条が喫煙の自由を侵害し、幸福追求権を規定した日本国憲法第13条に違反すると主張して争われた訴訟。

## 概要
高知市の旅館業経営者Xは公職選挙法違反の容疑により1963年5月30日より同年6月7日まで高知刑務所において未決勾留による拘禁を受けた。その間、「在監者には〔中略〕煙草を用いるを許さず」とする監獄法施行規則第96条に基づいて喫煙を禁止されたが、Xは高知刑務所長及び法務大臣に対して禁煙処分の解除の請願をしたが受れられなかった。一日40本から50本の煙草を常用する愛煙家であったXは、国に対して禁煙処分によって精神的苦痛を受けたとして11万円の慰謝料の支払いを求めた。
1965年3月31日に高知地裁はXの請求を棄却した。Xは控訴したが、同年9月25日に高松高裁も同様に請求を棄却した。Xは、監獄法施行規則第96条は未決拘禁者の自由及び幸福の追求についての基本的人権を侵害するものであって日本国憲法第13条に違反するとして上告した。
1970年9月16日に最高裁は「喫煙の自由は基本的人権の一つだとしても、タバコは生活必需品とはいえず普及率の高い嗜好品にすぎない。喫煙を禁止しても人体に障害はなく、愛好者に対し相当な苦痛を感じさせるとしても、喫煙の自由をあらゆる場所で保障されなければならない自由ではない。」「喫煙を許すと火災や拘置者同士の通謀のおそれがあるから、喫煙禁止は必要かつ合理的」として上告を棄却し、Xの敗訴が確定した。